# Lough Sheelin
Lough Sheelin (irl. Loch Síodh Linn) – jezioro w Irlandii położone w granicach hrabstw Westmeath, Meath, Cavan, niedaleko wioski Finnea i miasta Granard w hrabstwie Longford. Jezioro jest naturalnym środowiskiem życia pstrąga brązowego.